# Champagne Bollinger
Pour les articles homonymes, voir Bollinger.
Champagne Bollinger est une maison de Champagne, française, indépendante et familiale. Elle a été fondée en 1829. Son siège est à Aÿ, à proximité d'Epernay.

## Histoire

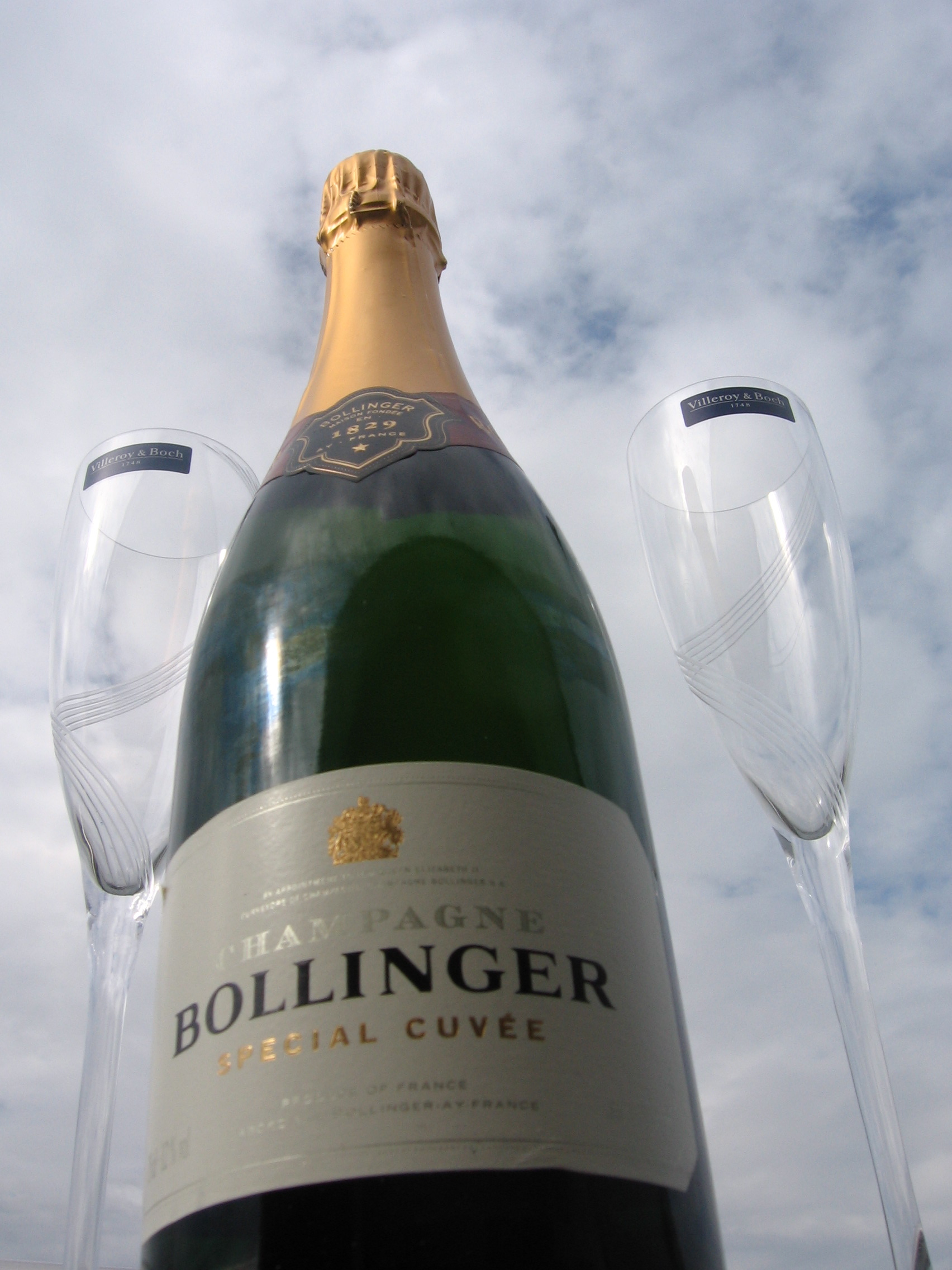
Bouteille de champagne Bollinger.

La famille Hennequin de Villermont est installée dans le vignoble champenois depuis 1650. Elle y produit un vin mousseux, exporté notamment vers l'Angleterre dès le XVIIIe siècle.
Athanase Louis Emmanuel Hennequin, comte de Villermont, naît en 1763. Officier de marine, il participe à la guerre d'indépendance des États-Unis. Il s'associe en 1829 avec Jacques Joseph Bollinger et Paul Renaudin, issus tous deux de la maison Muller-Ruinart, aujourd'hui disparue. Pour respecter l'ancienne tradition aristocratique, le comte de Villermont ne souhaite pas commercialiser ce vin de Champagne sous son nom. C'est ainsi que naît la maison Bollinger-Renaudin.
Paul Renaudin meurt sans descendance, son nom restera néanmoins sur les étiquettes jusqu'en 1960.
Jacques Joseph Placide Bollinger est né en 1803 à Ellwangen dans le duché de Wurtemberg. Devenu citoyen français en 1846, il épouse en 1837 Charlotte de Villermont, fille d'Athanase. De cette union naîtront quatre enfants, Marie, Henriette, Joseph et Georges. Marie épousera Jules Moret de Rocheprise et Henriette Charles Henri Vogel de Schreiber. C'est sous la conduite des deux frères que la maison Bollinger commence à jouir d'une belle notoriété. Ils étendent le domaine familial par l'acquisition de nouveaux vignobles et obtiennent des brevets de fournisseurs de nombreuses cours européennes.
En 1918, Jacques Bollinger, fils de Georges, reprend la direction de la maison. Il épouse en 1923 Elizabeth Law de Lauriston-Boubers), dite "Lily". Il étend à son tour le vignoble et modernise les installations. Sa veuve Lily dirigera ensuite la maison Bollinger jusqu'en 1971, elle donnera à la marque son ampleur actuelle.
Les neveux de Lily Bollinger, Claude d'Hautefeuille et Christian Bizot (en) (fils d'Henry Bizot), lui succéderont tour à tour.
L'ancien président Ghislain de Montgolfier est l'arrière-arrière-petit-fils du fondateur Jacques Joseph Bollinger et de son épouse Louise-Charlotte Hennequin de Villermont. Il faisait partie de la sixième génération.
Entre septembre 2007 et décembre 2019, Jérôme Philipon, ancien directeur de Coca-Cola Europe, dirige cette Maison. C'est la première fois que Champagne Bollinger n'est pas dirigé par un membre de la famille, qui reste représentée et majoritaire dans le conseil d'administration. Charles-Armand de Belenet est, depuis le départ de Jérôme Philipon, à la tête de la maison de champagne.

## Vignoble

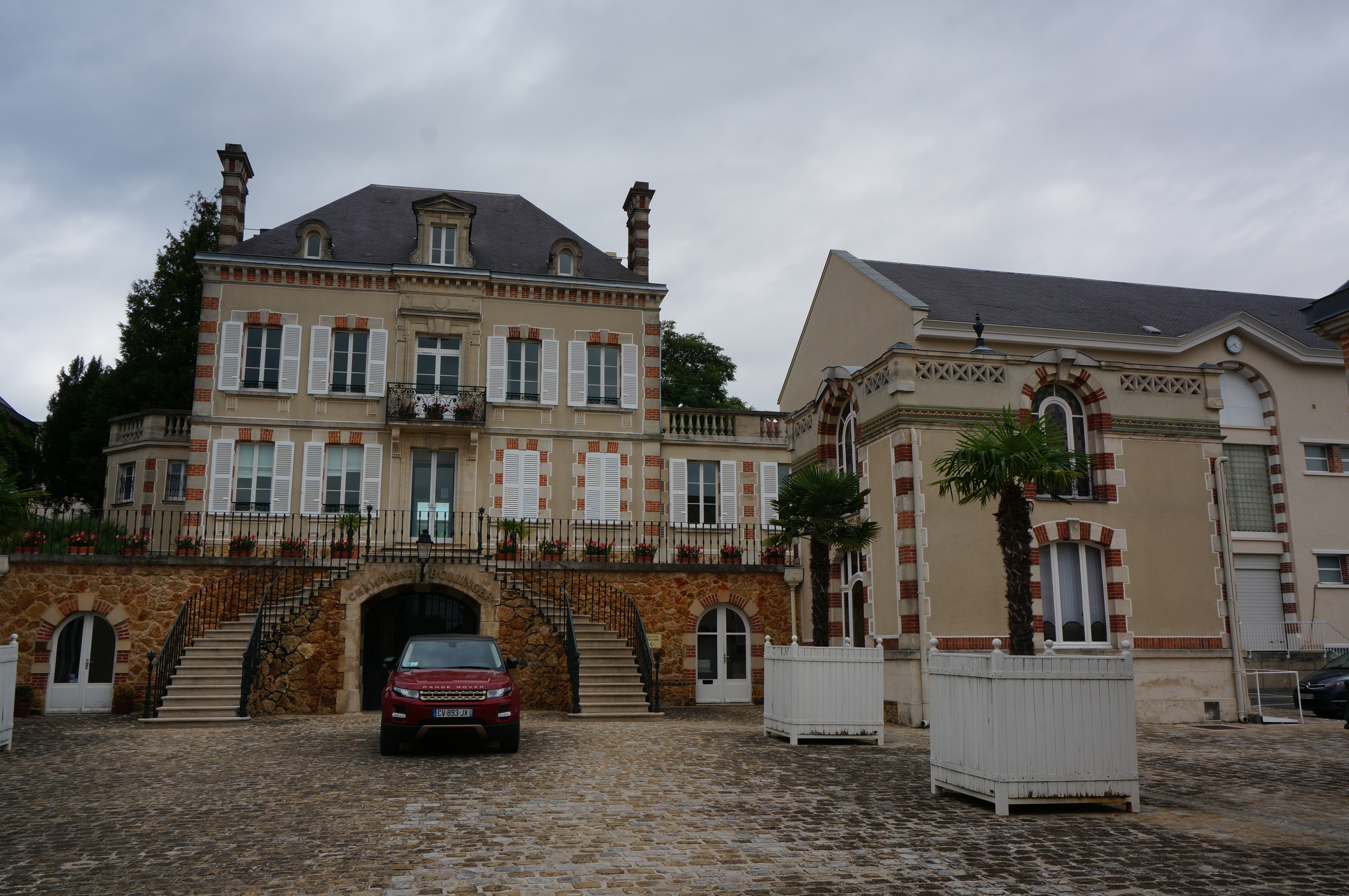
Vue de la cour d'honneur, boulevard Maréchal de Lattre de Tassigny, à Ay.

Le vignoble s'étend sur 178 hectares et couvre plus de la moitié de ses besoins en raisin pour la vinification.
- Grands crus (environ 60 hectares) : Aÿ, Bouzy, Louvois, Verzenay, Verzy (pinot noir), et Cramant (chardonnay).
- Premiers crus (environ 90 hectares) : Avenay-Val-d'Or, Mareuil-sur-Aÿ, Mutigny, Tauxières, Verzy (pinot noir) et Cuis, Vertus, Bisseuil, Grauves (chardonnay).
- Autres crus (environ 30 hectares) : Mancy, Épernay (chardonnay), et Passy-Grigny, Champvoisy, Venteuil (pinot meunier).

Le style Bollinger reposant sur le choix du pinot noir, la maison possède plus de 100 hectares de vignobles de ce cépage, dont la moitié en grands crus.

## Cuvées
Le « Special Cuvée » est le meilleur représentant du style de la maison Bollinger.
La première fermentation a lieu en cuves inox ou en fûts de chêne, 80 % des raisins utilisés sont issus de Grands Crus ou Premiers Crus, l'assemblage étant composé de 60 % de pinot noir. Le vin vieillit au minimum trois ans en cave avant expédition.
« La Grande Année » est un assemblage constitué uniquement de raisins de l'année, lorsque ceux-ci atteignent une maturité parfaite. La première fermentation a lieu uniquement en fûts de chêne, le vin vieillit au minimum cinq ans en cave sous bouchage liège avant expédition. « La  Grande Année » est composée en moyenne de 70 % de pinot noir et 30 % de chardonnay.
Le « Récemment Dégorgé » est une particularité de la maison Bollinger. C'est une « Grande Année » qui vieillit plus longtemps en cave (de 8 à 25 ans), avec un dégorgement tardif (la date de dégorgement est indiquée sur l'étiquette).
« Vieilles Vignes Françaises » est l'hommage que rend la maison Bollinger au vin de Champagne. Bollinger préserve les quelques parcelles franches de pied qui ont résisté au phylloxéra. Ces vignes sont conduites en foule et travaillées manuellement. Exclusivement millésimé, composé exclusivement de pinot noir, « Vieilles Vignes Françaises » rend présent le goût du vin de Champagne tel qu'il était au XIXe siècle.

## Cinéma et télévision
Bollinger est le champagne que boit James Bond dans la majorité de ses films. Il entre aussi dans la composition du « Bolli Stoli » (trois mesures de champagne Bollinger pour une de vodka Stolitchnaïa), cocktail favori des actrices Jennifer Saunders et Joanna Lumley dans la série britannique Absolutely Fabulous.
En 2015, à l'occasion de la sortie du 24e opus de la série James Bond, la maison Bollinger produit en hommage une cuvée spéciale Spectre.